# まかろんぱぁてぃ
まかろんぱぁてぃは、日本の女性アイドルグループ。
アイドルプロジェクト「ROLLING CRADLE PROJECT」(RCP)のアイドルグループ。
土日祝日に主に東京都内にてライブ活動を行う。キャッチコピーは「これからの流行りはマカロン持ち寄り
マカロンパーティー！マカロンのようにポップでキュートでカラフルなひとときを一緒に過ごそうね」。

## 概要
略称は「まかぱ」。かわいい系・ポップ系を特徴としており、ライブのセットリストはグループの持ち曲と他アイドルグループの曲のカバーによって構成。
メンバーは最初研修生として加入してから一定期間レッスンやライブ活動したのちに正規メンバーに昇格して本格的に活動を開始。
ライブ以外でもTwitter、Instagram、Tiktok、SHOWROOMの個人アカウントをそれぞれもっており随時更新する。
ライブの予定やグループに関するお知らせはグループTwitterアカウントより告知。
2022年6月4日で初期体制での活動を終了。今後新体制で活動再開の予定。

## 活動歴

### 2021年
- 3月4日以前、RCP研修生として活動[2]。
- 3月4日、結成を発表[3]。
- 3月13日、夏夢姫咲加入。
- 4月11日、池袋SOUND PEACEにてデビュー。
- 5月17日、桃瀬れいら脱退。
- 11月21日、初のRCP主催ライブを開催。

### 2022年
- 4月10日、まかろんぱぁてぃデビュー1周年主催公演を新高円寺loft Xにて開催[4]。
- 4月11日、デビュー1周年。
- 6月4日、現体制終了ワンマンライブを新高円寺loft Xにて開催。この公演で芳吹・桃瀬・夏夢はグループを卒業。
- 7月31日、9月4日に2期研究生がプレデビューすることを発表。
- 8月22日、活動を辞退したメンバーが出たため、プレデビューを取りやめることを発表。
- 12月1日、29日に2期生がプレデビューすることを発表。
- 12月9日、Twitterにてメンバーを公開。

### 2023
- 7月10日、桜瀬ゆの、暖井未夢、水乃萌依加入。

## メンバー

### 初期体制（〜2022年6月4日)終了時メンバー
| 名前       | よみ         | 愛称                 | 誕生日  | 担当                              | 備考 |
| ---------- | ------------ | -------------------- | ------- | --------------------------------- | ---- |
| 芳吹萌愛   | かふぇもか   | もかちゃん           | 8月2日  | キュートフランボワーズ担当 ピンク | -    |
| 桃瀬あいら | ももせあいら | あいらん             | 11月4日 | パッションマンゴー担当 オレンジ   | -    |
| 夏夢姫咲   | なつめひなた | ひなちゃん、ひなたん | 7月12日 | グリーンアップルシナモン担当 緑   | -    |

### 元メンバー
- 桃瀬れいら(活動期間：結成-2021/5/17)

### 現メンバー
| 名前     | よみ           | 愛称       | 誕生日   | 担当 | 備考                      |
| -------- | -------------- | ---------- | -------- | ---- | ------------------------- |
| 神楽るあ | かぐらるあ     | るさん     | 2月5日   |      | 2024年8月10日から活動休止 |
| 萌雨るい | もえあまるい   | るいニャ   | 8月12日  |      |                           |
| 姫宮結月 | ひめみやゆづき | ゆづちゃま | 12月15日 |      |                           |

### 元メンバー
| 名前       | よみ         | 愛称   | 誕生日                | 担当                     | 活動期間                        | 備考   |
| ---------- | ------------ | ------ | --------------------- | ------------------------ | ------------------------------- | ------ |
| 葉月まみ   |              |        |                       |                          | 2023年2月                       |        |
| 天瀬みくる |              |        |                       | ましゅまろミルク         | 2022年12月 - 2023年3月20日除名  | 研修生 |
| 彩雲そら   | あやもそら   | そらち | 2004年7月18日（20歳） | ロイヤルストロベリー     | 2022年10月 - 2023年11月30日脱退 |        |
| 双葉心柚   | ふたばこゆ   | こゆた | 2004年9月18日（20歳） | ブルベリーカシスタルト   | 2022年10月 - 2023年12月17日卒業 |        |
| 暖井未夢   | ぬくいみゆ   |        |                       |                          | 2023年7月 - 2024年1月活動終了   |        |
| 水乃萌依   | みずのもえ   |        |                       |                          | 2023年7月 - 2024年1月活動終了   |        |
| 桜瀬ゆの   | さくらせゆの |        |                       |                          | - 2024年11月                    |        |
| 星希ひなた |              |        | 7月12日               | グリーンアップルシナモン | - 2025年1月28日脱退             |        |
| 天音菜乃   |              |        |                       |                          | - 2025年1月28日脱退             |        |

## オリジナル曲
| タイトル                     | 作詞       | 作曲    | 編曲    | 備考                                          |
| ---------------------------- | ---------- | ------- | ------- | --------------------------------------------- |
| 夏のキセキ                   | ぺんぎん犬 | DAICHI  | DAICHI  | 初期曲。2021年4月11日のデビューライブで披露。 |
| レインダンス                 | ぺんぎん犬 | Amlils  | Amlils  | 2021年6月27日初披露。                         |
| ふたりだけのまかろんぱぁてぃ | ぺんぎん犬 | Putturi | Putturi | 2021年10月10日初披露。                        |
| なつやすみぃ                 | ぺんぎん犬 | けい    | けい    | 2021年12月25日初披露。                        |